# 国家与社会革命
《国家与社会革命：对法国、俄国和中国的比较分析》（英語：States and Social Revolutions: A Comparative Analysis of France, Russia and China）是美国学者西达·斯考切波创作的一本关于社会革命的书，1979年由剑桥大学出版社出版。